# Казе Сакети (Терамо)
Казе Сакети (итал. Case Sacchetti) је насеље у Италији у округу Терамо, региону Абруцо.
Према процени из 2011. у насељу је живело 38 становника. Насеље се налази на надморској висини од 169 м.